# USAC National Championship 1977

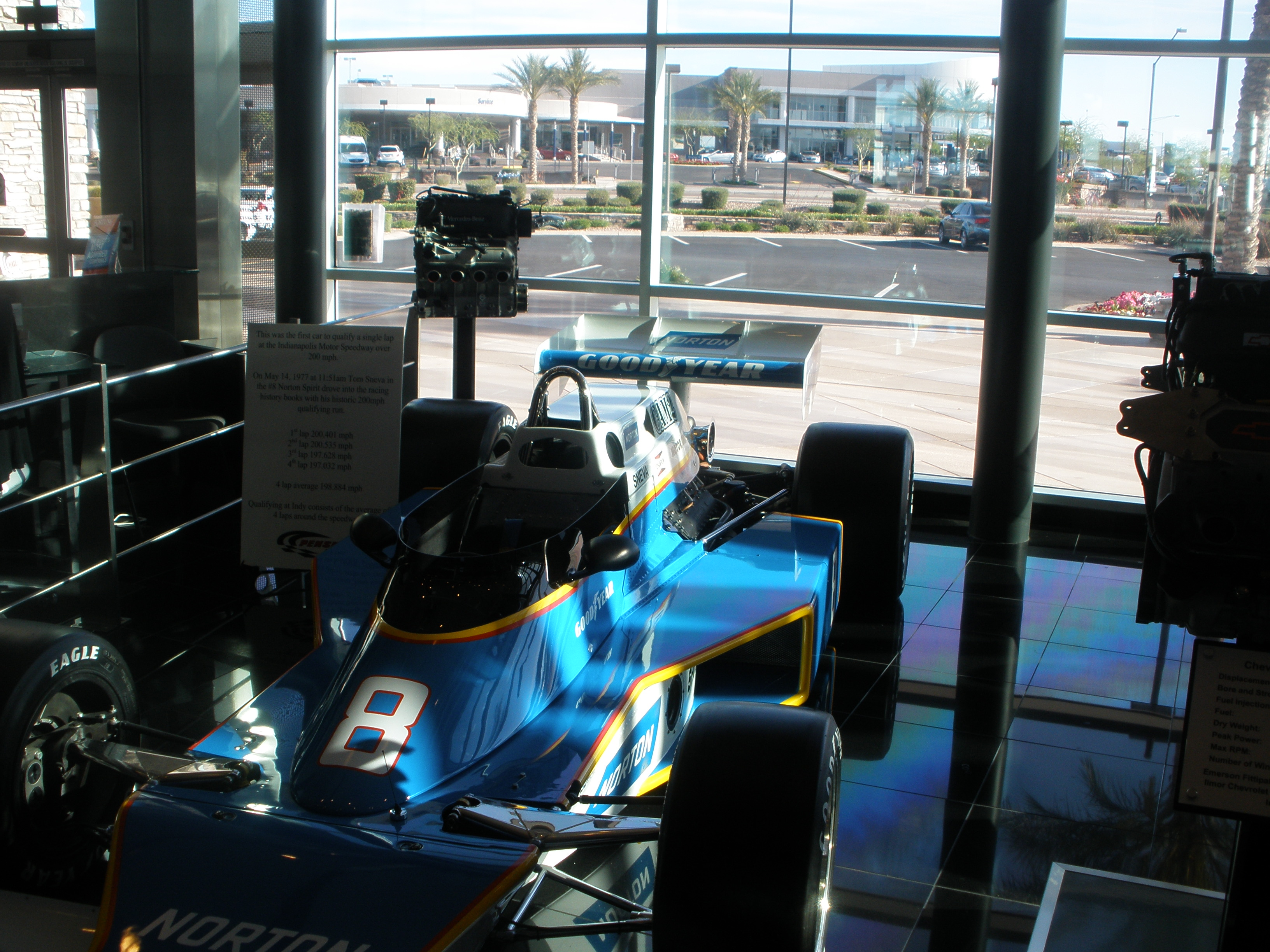
Tom Snevas bil

USAC Indycar 1977 var ett race som vanns av Tom Sneva.

## Delsegrare
| Datum        | Bana             | Vinnare           |
| ------------ | ---------------- | ----------------- |
| 6 mars       | Ontario          | A.J. Foyt         |
| 27 mars      | Phoenix          | Johnny Rutherford |
| 2 april      | Texas            | Tom Sneva         |
| 30 april     | Trenton          | Wally Dallenbach  |
| 30 maj       | Indianapolis 500 | A.J. Foyt         |
| 12 juni      | Milwaukee        | Johnny Rutherford |
| 26 juni      | Pocono           | Tom Sneva         |
| 3 juli       | Mosport Park     | A.J. Foyt         |
| 17 juli      | Michigan         | Danny Ongais      |
| 31 juli      | Texas            | Johnny Rutherford |
| 21 augusti   | Milwaukee        | Johnny Rutherford |
| 4 september  | Ontario          | Al Unser          |
| 17 september | Michigan         | Gordon Johncock   |
| 29 oktober   | Phoenix          | Gordon Johncock   |

## Slutställning
| Plats | Förare            | Poäng |
| ----- | ----------------- | ----- |
| 1     | Tom Sneva         | 3965  |
| 2     | Al Unser          | 3030  |
| 3     | Johnny Rutherford | 2840  |
| 4     | A.J. Foyt         | 2840  |
| 5     | Gordon Johncock   | 2830  |
| 6     | Wally Dallenbach  | 2635  |
| 7     | Mario Andretti    | 1580  |
| 8     | Pancho Carter     | 1420  |
| 9     | Tom Bigelow       | 1370  |
| 10    | Mike Mosley       | 1030  |